# Natalia Czerwonková
Natalia Barbara Czerwonková (* 20. října 1988 Lublin) je polská rychlobruslařka.
Na velkých mezinárodních závodech se poprvé objevila v roce 2006 na Mistrovství světa juniorů. Na podzim 2007 debutovala v závodech Světového poháru, v roce 2008 premiérově startovala na Mistrovství Evropy a Mistrovství světa na jednotlivých tratích. Zúčastnila se Zimních olympijských her 2010, kde na trati 1500 m skončila na 36. místě. Byla zde také náhradnicí do polského týmu, který ve stíhacím závodě družstev získal bronzovou medaili. Umístila se na sedmé příčce na evropském šampionátu 2012, na Mistrovství světa na jednotlivých tratích získala tentýž rok bronz v závodech družstev. Na premiérovém Akademickém mistrovství světa 2012 vybojovala zlato na trati 1000 m a stříbro na patnáctistovce. Na mistrovství světa 2013 vybojovala s polským družstvem stříbrnou medaili. Je také několikanásobnou medailistkou z polských šampionátů. Zúčastnila se Zimních olympijských her 2014, kde se v závodě na 3000 m umístila na 16. místě, na kilometru skončila na 23. příčce, na distanci 1500 m byla patnáctá a ve stíhacím závodě družstev získala stříbro. Při přípravě na novou sezónu utrpěla dne 4. srpna 2014 při kolizi s traktorem zlomeninu páteře. Startovala také na Zimních olympijských hrách 2018, kde v závodě na 1500 m skončila na 9. místě, na trati 1000 m se umístila na 12. příčce a ve stíhacím závodě družstev byla sedmá. Na ME 2020 získala bronzovou medaili v týmovém sprintu a tentýž cenný kov v téže disciplíně vybojovala na Mistrovství světa na jednotlivých tratích 2020. Startovala na ZOH 2022 (1500 m – 19. místo, stíhací závod družstev – 8. místo). V sezóně 2021/2022 vyhrála celkové hodnocení Světového poháru v závodech v týmovém sprintu.